# Keleti éneklőhéja
A keleti énekeshéja (Melierax poliopterus) a madarak osztályának a vágómadár-alakúak (Accipitriformes) rendjébe, ezen belül a vágómadárfélék (Accipitridae) családjába tartozó faj.

## Előfordulása
Etiópia, Szomália, Uganda, Kenya és Tanzánia területén honos.